# Манилски залив
Залив Манила (фил./таг. , енгл. Manila Bay, шп. bahía de Manila) природна је лука која служи као индустријска Лука Маниле (острво Лузон, Филипини). Стратешки корисно позициониран око главног града Филипина Маниле, залив Манила је омогућавао трговину и други транспорт између Филипина и суседних земаља, служећи као жила-куцавица за социо-економски развој чак и пре шпанске окупације. С површином од 1.994 km2 (769,9 sq mi) и обалом дужине 190 km (118,1 mi), залив Манила је смештен на западном делу Лузона и ограничен Кавитеом и Метро Манилом на истоку, Булаканом и Пампангом на северу, те Батааном на западу и северозападу. На залив Манила отпада просечно 17.000 km2 (6.563,7 sq mi) сливних вода, а река Пампанга доприноси са око 49% прилива свеже воде. С просечном дубином од 17 m (55,8 ft), процењује се да има укупну запремину од 28,9 милијарди кубних метара (28,9 кубних километара). Улаз у залив је широк 19 km (11,8 mi) и наставља да се шири до распона од 48 km (29,8 mi). Како год, ширина залива варира од просечно 22 km (13,7 mi) — на његовом предњем делу, до 60 km (37,3 mi) — најдужи хоризонтални правац који постоји у заливу.
Острва Корехидор и Кабаљо деле улаз залива Манила на два канала, око 3,2 km (2 mi) према северној и 10,5 km (6,5 mi) на јужној страни. Маривелес (у провинцији Батаан) представља сидриште у самом улазу на северу, а Сангли је некадашња локација Поморске базе „Кавите”. На обе стране залива налазе се вулкански врхови прекривени тропским растињем: 40 km северно је полуострво Батаан, а јужно је провинција Кавите.
На улазу у залив Манила налази се неколико острва, од којих је највеће Корехидор — смештено 3 километра од Батаана, заједно са острвом Кабаљо, дели предњи део залива на северни и јужни канал. У јужном каналу је острво Ел Фраиле, а на излазу и јужно острво Карабао. Ел Фраиле, стеновито острво површине од око 1,6 ha (4 acres), подлога је масивним бетонским и челичним рушевинама Форт Драма, острвске тврђаве коју је изградила Армија Сједињених Држава (1909—1914) у сврху одбране јужног улаза залива. Одмах на северу и југу налазе се и друге луке, које представљају и локална и међународна пристаништа за бродове. Огроман број бродова из северне и јужне луке врши прекоморски саобраћај и поспешује филипинску привреду. Мања од ових лука је северна лука и користи се као пристаниште бродова за међуострвски саобраћај, док се јужна лука користи за велике бродове који иду углавном на прекоокеанска путовања.